# Sécurité de la vieillesse
La Sécurité de la vieillesse (SV) est un programme social canadien ou chaque personne ayant atteint l'âge de 65 ans peut recevoir un montant d'allocation mensuelle du gouvernement du Canada. Le montant d'allocation mensuelle est indexé au début de chaque année et les montants reçus par les individus en vertu de ce programme sont assimilés à un revenu imposable. Lors de la déclaration annuelle de revenu du Canada, les individus dont les revenus totaux dépassent un barème préétabli doivent rembourser une partie des sommes reçues en vertu du programme au rythme de 15 % des revenus dépassant le barème. Cette récupération des sommes versées, fait en sorte que les individus ayant des revenus élevés doivent rembourser la totalité des montants reçus.

## Éligibilité
En plus d'avoir atteint l'âge de 65 ans, les contribuables doivent faire une demande au Ministère des Ressources humaines et Développement des compétences Canada (en) pour obtenir l'allocation mensuelle.

### Critères d'éligibilité
Pour recevoir le montant total de l'allocation mensuelle, les individus doivent avoir vécu au Canada pendant un minimum de 40 ans après l'atteinte de l'âge de 18 ans ou être né avant 1952 et avoir vécu quelque temps au Canada entre l'âge de ses 18 ans et le 1er juillet 1977 et avoir vécu au Canada durant les dix dernières années précédent leur demande. Les non résidents peuvent avoir droit à l'allocation s'ils ont vécu au Canada l'année précédant leur demande et si dans les dix années précédent la demande et après l'atteinte de leur 18 ans, ils ont vécu trois fois plus de temps au Canada qu'à l'étranger.
Les individus peuvent être éligibles à une allocation partielle s'ils ont atteint 65 ans, ont le statut de résident permanent du Canada et ont vécu au Canada lors des dix dernières années. Certaines ententes bilatérales avec certains pays peuvent permettre à un individu de se qualifier au programme en ajoutant le nombre d'années vécues dans ces pays. Cependant le montant de l'allocation est toujours basée sur le nombre d'années vécues au Canada.

### Supplément de revenu garantie
Pour les personnes disposant d'un très faible revenu, une allocation d'appoint appelée « Supplément de revenu garantie » est aussi versée et considérée comme étant non imposable. Le niveau du montant reçu dépend de facteurs tels que le niveau de revenu de l'individu, la présence d'un conjoint et l'âge de ce dernier. 